# St. Maria, Simon und Judas (Altheim)

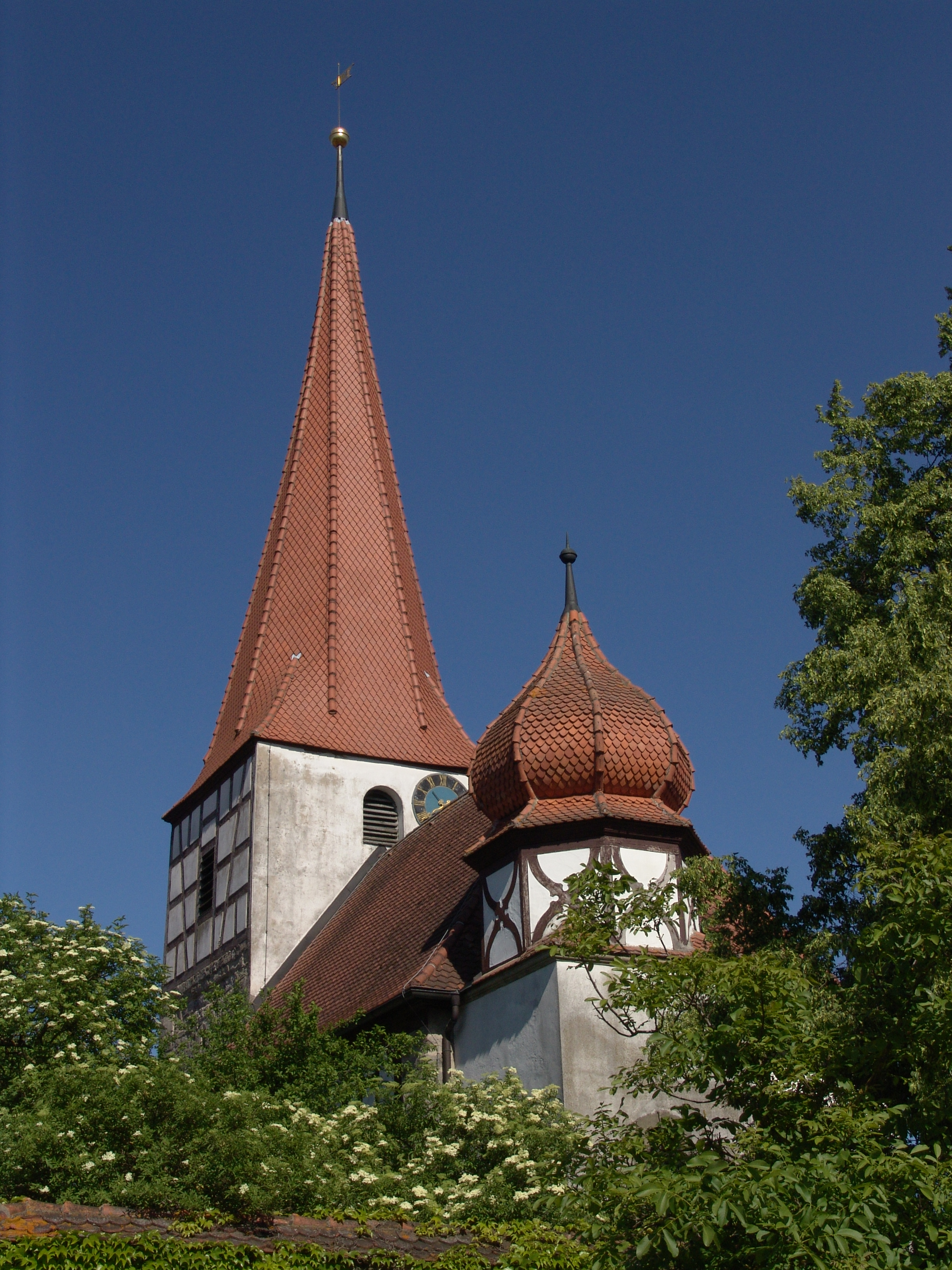
St. Maria, Simon und Judas (Altheim)

Die Evangelische Kirche St. Maria, Simon und Judas ist ein denkmalgeschütztes Kirchengebäude, das in Altheim steht, einem Gemeindeteil der Gemeinde Dietersheim im Landkreis Neustadt an der Aisch-Bad Windsheim (Mittelfranken, Bayern). Das Bauwerk ist unter der Denkmalnummer D-5-75-119-7 als Baudenkmal in die Bayerische Denkmalliste eingetragen. Die Kirche gehört zur Pfarrei Unternesselbach im Dekanat Neustadt an der Aisch im Kirchenkreis Nürnberg der Evangelisch-Lutherischen Kirche in Bayern.

## Beschreibung
Das Untergeschoss und der Chorturm bestehen aus Steinmauerwerk. Der Chorturm gehörte ursprünglich zu einer Wehrkirche aus dem 12. Jahrhundert. Das Langhaus der Saalkirche wurde Mitte des 15. Jahrhunderts um ein Geschoss aus Holzfachwerk aufgestockt, das zunächst profanen Zwecken diente. Zur selben Zeit wurde die Sakristei angebaut. Der Turm erhielt 1610 ein Geschoss aus Holzfachwerk, das die Turmuhr und den Glockenstuhl beherbergt.
1723 wurde im Langhaus die Decke zum profanen Obergeschoss entfernt und an den Längsseiten doppelgeschossige Emporen eingebaut. An der Südwand des Langhauses befinden sich Wandmalereien aus der zweiten Hälfte des 15. Jahrhunderts. Zur Kirchenausstattung gehören ein Altarretabel von 1724 mit einer Kreuzigungsgruppe, flankiert von Skulpturen der Apostel Simon Zelotes und Judas Thaddäus, eine Kanzel von 1764 und ein Taufbecken von 1606. Der Taufstein wurde von dem auch als Bildhauer tätigen Unternesselbacher Pfarrer Lietzheimer († 1616) geschaffen.
In der Kirche sind mittelalterliche Wandmalereien, die das Leben Jesu zum Thema haben, erhalten. Die beiden Deckengemälde stellen einen segnenden Christus dar und Johannes den Täufer mit Lamm, der mit dem Finger auf Christus hinweist.